# Elecciones generales de Mozambique de 1999
Las elecciones generales de Mozambique de 1999 tuvieron lugar entre el 3 y el 5 de diciembre del mencionado año con el objetivo de renovar la presidencia, así como los 250 escaños de la Asamblea de la República para el período 2000-2005. Fueron las segundas elecciones desde el final de la guerra civil y los segundos comicios libres que tenían lugar en el país, así como la cuarta renovación de autoridades desde la independencia.
Esta elección, a diferencia de los anteriores comicios, fue casi puramente bipartidista. El gobernante Frente de Liberación de Mozambique (FRELIMO), presentó al presidente Joaquim Chissano para un segundo y último mandato bajo la reforma constitucional de 1990 (aunque sería su tercer mandato en la práctica). Por su parte, el principal partido de la oposición, la Resistencia Nacional Mozambiqueña (RENAMO), configuró una alianza electoral conocida como Unión Electoral de RENAMO (RENAMO-UE) con varios partidos minoritarios, que aceptaron apoyar a su líder, el exlíder rebelde anticomunista Afonso Dhlakama, como candidato presidencial, a cambio de que se les cedieran puestos en las listas legislativas de la RENAMO. Debido a estos acuerdos, no hubo más candidatos presidenciales que Chissano y Dhlakama, aunque varios partidos presentaron listas para la Asamblea de la República.
Si bien la participación decreció notoriamente con respecto a los anteriores comicios, aumentó significativamente la cantidad de votantes elegibles que se registraron para hacerlo (86%, con respecto al 78% de 1994). La elección, que debía realizarse entre el 3 y el 4 de diciembre, se extendió al día 5 debido al mal clima, y en algunos centros la misma no llegó a realizarse en absoluto. Los resultados fueron publicados por la Comisión Nacional Electoral el 22 de diciembre, luego de varios retrasos. Chissano obtuvo una muy estrecha victoria con el 52.29% de los votos contra el 47.71% de Dhlakama, mientras que el FRELIMO retuvo por escaso margen la mayoría en la Asamblea de la República con 133 escaños contra 117 de la coalición de la RENAMO, sin que ninguno de los demás partidos obtuviera escaños. El resultado, además de denotar una profunda polarización política, fue muy divisivo geográficamente. Chissano triunfó en la totalidad de las provincias del sur, mientras que Dhlakama se impuso en casi todo el norte, menos en Cabo Delgado, donde venció el FRELIMO por holgado margen.
Dhlakama, que había rechazado su derrota en 1994 pero fue posteriormente forzado a aceptarla, se negó por segunda vez a reconocer los resultados y declaró que los desafiaría, exigiendo un recuento. Pese a que la Corte Suprema y los observadores internacionales convalidaron los resultados, la RENAMO se negó a reconocer el triunfo de Chissano y boicoteó su juramentación, aunque sus diputados sí prestaron juramento. Habiendo triunfado en seis de las once provincias, la RENAMO exigió al gobierno de Chissano que designara gobernadores de su partido para dichos distritos, pero el FRELIMO se negó a hacerlo, argumentando que tal prerrogativa correspondía al presidente.

## Antecedentes
El resultado de las elecciones de 1994, realizadas después de los Acuerdos de Paz entre el gobernante Frente de Liberación de Mozambique (FRELIMO) y la guerrilla insurgente denominada Resistencia Nacional Mozambiqueña (RENAMO), fue profundamente cuestionado por los grupos opositores, en especial por la misma RENAMO, cuyo candidato Afonso Dhlakama desreconoció inicialmente su derrota ante el presidente Joaquim Chissano. La intensa presión internacional para evitar que la RENAMO retornara a la actividad armada tras su derrota electoral, como sucedió en Angola (con la UNITA manteniendo la guerra civil hasta 2002), así como la consciencia interna de gran parte de la RENAMO del escaso apoyo popular con el que contaba una revuelta armada, llevó a que Dhlakama aceptara el resultado electoral con posterioridad, pese a considerarlo un "fraude electoral abierto". La observación internacional, así como la Operación de las Naciones Unidas en Mozambique (ONUMOZ), declararon que, si bien se habían reportado irregularidades, ninguna de estas había sido lo suficientemente grave como para afectar la credibilidad de las elecciones. La ONUMOZ retiró sus tropas de Mozambique el 31 de enero de 1995, poco antes de asumir Chissano su primer mandato democrático.
Durante el gobierno de Chissano, la persistente desconfianza política entre el oficialismo y la recientemente legalizada oposición eclipsó la mayoría de los debates apremiantes, como la crisis económica que afectaba al país tras el final de la guerra civil (particularmente la inflación), así como el traumático trance que enfrentaba el estado mozambiqueño al pasar de una economía planificada fuertemente centralizada a un sistema de libre mercado. Las condiciones climáticas, al mismo tiempo, eran también desfavorables, produciéndose inundaciones constantes. Sin embargo, al finalizar la década de 1990, casi tres millones de personas, aproximadamente el 15% de los ciudadanos mozambiqueños, habían dejado de vivir bajo la línea de "pobreza extrema", y el país alcanzó una tasa de crecimiento económico del 8%. Además, la tasa de mortalidad infantil para niños menores de cinco años disminuyó en un 35% y hubo un aumento del 65% en la asistencia a la escuela primaria. El 30 de junio de 1998, tuvieron lugar las primeras elecciones municipales libres, que la RENAMO boicoteó denunciando fraude, dando como resultado que la participación no superara el 15%, y que el FRELIMO se quedara con las 33 alcaldías en disputa y casi la totalidad de los concejales. A pesar de estos incidentes, el gobierno del FRELIMO seguía siendo popular y se preveía que conservaría fácilmente el gobierno en las siguientes elecciones.
De cara a las siguientes elecciones y a pesar de las dificultades, numerosos analistas políticos elogiaron el desarrollo de los acuerdos de paz en Mozambique, en comparativa con el fracaso de otros acuerdos similares entre gobiernos africanos y grupos insurgentes, como el angoleño. Aunque la RENAMO y el FRELIMO mantenían diversas tensiones, la posibilidad del estallido de un segundo conflicto bélico se veía remota. Uno de los principales motivos para esto probablemente fuera el agotamiento de la población después de casi tres décadas de violencia política continua entre la guerra de independencia y la insurgencia de la RENAMO. Tras los acuerdos de paz, aunque se preveía que los soldados de la RENAMO y el FRELIMO se integraran en un ejército combinado de 92.000 soldados, gran parte de los mismos abandonaron la vida militar, y las fuerzas armadas resultantes solo estaban compuestas por 30.000 hombres, de los cuales solo 10.000 se habían presentado como voluntarios después de la guerra. En el año 1997, una investigación realizada por la Organización de las Naciones Unidas determinó que un 85% de los antiguos soldados de la guerra de independencia y la guerra civil vivía ahora una vida laboral civil, sobre todo como trabajadores rurales, y un 95% respondió que no retornaría a la batalla si estallara una segunda guerra civil. Varios analistas afirmaron que, aunque Mozambique competía por el puesto de la nación más pobre del mundo, eso paradójicamente podía resultar positivo para el proceso de paz, pues al carecer el país de minerales valiosos o recursos económicos naturales de importancia, existían pocos motivos ajenos a la violencia política que motivaran un enfrentamiento.

## Candidaturas

### FRELIMO
|                                        |
| Candidatura del FRELIMO de 1999        |
| Joaquim Chissano                       |
| para presidente                        |
|                                        |
| Presidente de la República (1986-2000) |

El Frente de Liberación de Mozambique (conocido mayormente bajo su acrónimo FRELIMO), partido único hasta 1990, había consolidado políticamente su hegemonía política después de ganar ampliamente las primeras elecciones libres de la historia del país, demostrando su capacidad de preservar su competitividad en el marco de un régimen democrático. Asimismo su líder, el presidente Joaquim Chissano, había resistido exitosamente su liderazgo personal sobre el partido durante la década de 1990, teniendo prácticamente asegurada la candidatura presidencial para un segundo mandato en 1999. A pesar de esto, la candidatura de Chissano no estuvo exenta de debate debido a que cierto sector de su partido, compuesto por grupos nacionalistas, izquierdistas, y tradicionalistas, consideraban que las reformas impulsadas por Chissano para llevar al país a una economía de libre mercado estaban yendo demasiado lejos, siendo uno de sus principales opositores internos Armando Guebuza.

### RENAMO
|                                                                           |
| Candidatura de la RENAMO de 1999                                          |
| Afonso Dhlakama                                                           |
| para presidente                                                           |
|                                                                           |
| Presidente del Gobierno Nacional de Resistencia de Mozambique (1979-1992) |

A pesar de su intento de boicot a las elecciones, levantado a último momento, y su escasa popularidad ante el público por los crímenes de lesa humanidad cometidos durante la guerra civil, la Resistencia Nacional Mozambiqueña (RENAMO), había logrado obtener más de un tercio de los votos y los escaños parlamentarios en las anteriores elecciones, y su líder desde 1979, Afonso Dhlakama, era visto como el principal competidor contra Chissano. Aunque un importante sector de su partido se oponía a su discurso belicista, Dhlakama realmente carecía de opositores internos y tanto dentro como por fuera de la fuerza política se le conocía como "la personifiación misma de la RENAMO". La mayoría de los demás partidos de la oposición, que habían obtenido muy magros resultados ante la polarización entre el FRELIMO y la RENAMO, optaron por apoyar la candidatura de Dhlakama a la presidencia de la república en las elecciones de 1999.
El 16 de julio de 1999, la RENAMO y otros seis partidos minoritarios: el Movimiento Nacionalista Mozambiqueño (MONAMO), el Partido de Convención Nacional, el Partido de la Unidad Nacional (PUN), el Frente de Acción Patriótica (FAP), el Partido Popular de Mozambique (PPM), y el Frente Unido de Mozambique (FUMO), acordaron formar una coalición electoral, que se denominó simplemente "Unión Electoral de la Resistencia Nacional Mozambiqueña", abreviado como RENAMO-UE. Todos los partidos acordaron utilizar la simbología y la bandera de la RENAMO durante la campaña electoral a cambio de obtener lugares en las listas legislativas del partido.

## Organización y sistema electoral
Los comicios presidenciales y parlamentarios se realizaron bajo constitución mozambiqueña de 1990 y la ley electoral aprobada el 28 de diciembre de 1993, empleada también para las anteriores elecciones, sin que se realizaran modificaciones a la misma. La ley electoral estipulaba lo siguiente:
El presidente de la República de Mozambique es elegido directamente bajo sufragio universal y secreto por mayoría absoluta de votos para un mandato de cinco años, con posibilidad de una sola reelección inmediata. Si ningún candidato obtiene el 50% más uno de los votos en la primera vuelta electoral, se debe realizar una segunda vuelta electoral de desempate entre los dos candidatos que hayan recibido la mayor cantidad de votos, en la cual el más votado resultará electo. El presidente designará al primer ministro, así como a los once gobernadores de las diez provincias y la ciudad de Maputo.
La Asamblea de la República está compuesta por 250 escaños elegidos mediante representación proporcional por listas en once distritos plurinominales (uno para cada provincia y la ciudad de Maputo). La distribución de escaños se hace mediante el método D'Hondt con un umbral electoral del 5% de los sufragios emitidos para que los partidos obtengan representación parlamentaria. La distribución de escaños por provincia fue la siguiente:
| Provincia        | Escaños | Mapa |
| ---------------- | ------- | ---- |
| Niassa           | 13      |      |
| Cabo Delgado     | 22      |      |
| Nampula          | 50      |      |
| Tete             | 18      |      |
| Zambezia         | 49      |      |
| Manica           | 15      |      |
| Sofala           | 21      |      |
| Gaza             | 16      |      |
| Inhambane        | 17      |      |
| Maputo           | 13      |      |
| Ciudad de Maputo | 16      |      |
| Total            | 250     |      |

A fines de marzo de 1999, se designó una nueva Comisión Nacional Electoral (CNE) para supervisar las segundas elecciones presidenciales y parlamentarias multipartidarias. Dicha comisión estaba integrada por diecisiete miembros. Dos serían designados por el gobierno, mientras que los quince lugares restantes serían distribuidos entre los principales partidos políticos del país en proporción a su representación en la Asamblea de la República. Correspondieron, por tanto, ocho al FRELIMO, seis a la RENAMO y uno a la Unión Democrática (UD), que no presentó candidato presidencial. Al constituirse el organismo, el reverendo Jamisse Taimo, pastor metodista y rector del Instituto Superior de Relaciones Internacionales, fue nombrado presidente de la CNE, mientras que Antonio Carasco fue nombrado nuevo director general del Secretariado Técnico para la Administración de Elecciones (STAE).
El registro de votantes representó para la Comisión recién formada su primer y principal desafío preelectoral, ya que la RENAMO había criticado severamente el estado de la lista de votantes de las elecciones anteriores. Por lo tanto, se inició un proceso de registro de votantes completamente nuevo desde el 20 de julio hasta el 17 de septiembre de 1999, de conformidad con el requisito legal de que debía durar sesenta días. Mientras que la población total de Mozambique se estimó en 18,2 millones de habitantes en 1996, se suponía que la población en edad de votar era de aproximadamente 8,3 millones. Un total de 7.099.105 electores se inscribieron para los comicios de 1999 (85.5% de la población elegible para hacerlo) en comparación con 6.1 millones de personas (78%) en 1994. El proceso se vio obstaculizado por severas dificultades administrativas debido a la mala condición general de las carreteras y la debilidad de las líneas de comunicación. Sin embargo, la mayor parte de los partidos, incluida la RENAMO y su alianza electoral, aceptaron el proceso de registro como transparente, y la lista de votantes como válida.

## Campaña
La campaña legalmente comenzó el 19 de octubre de 1999, y finalizó el 30 de noviembre, tres días antes de las elecciones. La misma estuvo completamente polarizada entre el FRELIMO y la RENAMO (al ser los únicos dos partidos con posibilidad alguna de acceder al poder) y se caracterizó por una atmósfera sumamente tensa, aunque fue considerada por los observadores como mucho más tranquila que la de las anteriores elecciones.
El FRELIMO lanzó su manifiesto electoral en octubre de 1999. El oficialismo basó su campaña en defender la estabilidad política lograda bajo su mandato, así como el progreso económico que estaba comenzando a gestarse. Consciente de que una inmensa mayoría de la población todavía enfrentaba grandes dificultades con respecto a los costos de vida, Chissano se comprometió varias veces a dedicar su segundo mandato a la mejora del nivel de vida de la población. Durante una concentración de campaña en la capital, Maputo, Chissano declaró que, después de la guerra, el gran enemigo de la nación era la pobreza, y que debían luchar juntos para acabar con ella. El FRELIMO resaltó el progreso logrado por su gobierno en materia de salud, con seiscientos nuevos centros o puestos de salud más que en 1994, en la mayoría de los cuales había un sector de maternidad; un incremento de los profesionales de la salud ubicados en distritos rurales; y la promesa de que el gobierno erradicaría la poliomielitis para fines del año 2000. En cuestiones económicas, el FRELIMO se comprometió a centrarse en el sector agrícola, y resaltó que, después de siete años del final de la guerra, el país ya no dependía de ayuda económica extranjera y se había vuelto más sustentable. El lema de campaña del FRELIMO para las elecciones, exaltando las promesas a futuro realizadas por su candidato, fue "juntos por un futuro mejor".
La RENAMO, por su parte, centró su estrategia de campaña en promover el cambio político y la liberalización de los medios de comunicación. Su programa económico no se diferenciaba demasiado del de Chissano, promoviendo más activamente el crecimiento de la iniciativa privada en el país, al punto que varios votantes declararon, en entrevistas con medios internacionales, que la RENAMO y el FRELIMO les parecían "lo mismo". Dhlakama declaró que el país desarrollaría mucho más su democracia con una alternancia en el poder, lo que llevaría en consecuencia a un mayor desarrollo económico. Ante la popularidad de las políticas económicas del gobierno, la RENAMO se centró en criticar la creciente corrupción, que había empeorado con el final de la guerra y que era visto por los analistas como el principal defecto que la población percibía del gobierno del FRELIMO, junto con algunas deficiencias en la libertad de prensa. La RENAMO declaró enfrentar serios problemas para la realización de su campaña por su dificultad para acceder a los medios de comunicación, tales como la televisión y la radio. Los observadores internacionales admitieron como válida esta problemática, denunciando que el fondo de financiamiento electoral favorecía al partido gobernante, y enunciando como ejemplo que las grandes ciudades estaban llenas de carteles de campaña del FRELIMO, mientras que los de la RENAMO eran muy pocos y solo podían verse "ocasionalmente".
Ambas fuerzas se denunciaron mutuamente como culpables de varias injusticias y desmanes durante la campaña. Mediante los medios de comunicación estatales, el FRELIMO continuamente publicó informes sobre supuestos actos de violencia cometidos por militantes de la RENAMO, a quien denunció como un "partido de naturaleza belicista". En particular, el FRELIMO señaló a Rahil Khan, cabeza de lista de la RENAMO para la elección de diputados por el distrito de Maputo, como responsable de instigar enfrentamientos violentos entre jóvenes simpatizantes de ambos partidos, además de cometer diversos vandalismos contra los afiches de campaña del FRELIMO. Por su parte, en la provincia de Tete, militantes del FRELIMO incendiaron la casa de un diputado de la RENAMO mientras este se encontraba realizando un discurso en una concentración en un área cercana. Poco tiempo después de comenzar la campaña, Dhlakama desapareció de la vista pública durante diez días, y la RENAMO emitió comunicados amenazantes afirmando que podría retornar a la actividad armada si perdía las elecciones. Las amenazas de guerra fueron comunes entre los distintos candidatos durante toda la campaña, aunque las posibilidades de que esto ocurriera fueran repetidas veces descartadas por los principales dirigentes.
El 24 de noviembre de 1999, el FRELIMO emitió un comunicado de prensa denunciando que la RENAMO tenía una actitud disruptiva y antidemocrática, y afirmando: "Es inadmisible el chantaje de guerra como forma de intimidar al electorado. Quien amenaza con la guerra no está preparado para gobernar democráticamente. La RENAMO está preparada para instalar un régimen despótico, antidemocrático, con la supresión de las libertades fundamentales que existen en el país. Para eso sólo le bastan seis meses, o menos. Fue siempre así: para destruir no se necesita mucho tiempo. El tiempo es necesario para construir, o para reconstruir, no para destruir".

## Elecciones presidenciales
|  | 52.29 % |

|  | 47.71 % |

|  | 90.63 % |

|  | 9.37 % |

|  | 100.00 % |

|  | 69.54 % |

## Elecciones parlamentarias

### Resultados generales
| Porcentaje de votos logrado por cada partido |
| --- |
| |
| FRELIMO (48.54%) RENAMO (38.81%) PT (2.69%) PALMO (2.47%) SOL (2.02%) UMO (1.55%) UD (1.48%) PADELIMO (0.80%) PIMO (0.71%) PANAOC (0.59%) PPLM (0.28%) PASOMO (0.05%) |

| Distribución de escaños en la Asamblea de la República                   |
| ------------------------------------------------------------------------ |
|                                                                          |
| 133 escaños (FRELIMO) 99 escaños (RENAMO) 18 escaños (Aliados de RENAMO) |

|  | 48.54 % |

|  | 38.81 % |

|  | 2.69 % |

|  | 2.47 % |

|  | 2.02 % |

|  | 1.55 % |

|  | 1.48 % |

|  | 0.80 % |

|  | 0.71 % |

|  | 0.59 % |

|  | 0.28 % |

|  | 0.05 % |

|  | 85.49 % |

|  | 14.51 % |

|  | 100.00 % |

|  | 68.09 % |

### Resultados por provincia
|  | 60.98 % |

|  | 26.59 % |

|  | 12.43 % |

|  | 82.63 % |

|  | 13.55 % |

|  | 3.82 % |

|  | 86.90 % |

|  | 3.51 % |

|  | 9.59 % |

|  | 61.89 % |

|  | 20.55 % |

|  | 17.56 % |

|  | 56.89 % |

|  | 31.70 % |

|  | 11.41 % |

|  | 84.66 % |

|  | 9.54 % |

|  | 5.81 % |

|  | 43.87 % |

|  | 39.11 % |

|  | 17.02 % |

|  | 45.79 % |

|  | 39.83 % |

|  | 14.38 % |

|  | 70.43 % |

|  | 19.31 % |

|  | 10.26 % |

|  | 49.16 % |

|  | 37.06 % |

|  | 13.78 % |

|  | 59.12 % |

|  | 25.93 % |

|  | 14.95 % |

## Consecuencias
La RENAMO rechazó los resultados después de su anuncio el 22 de diciembre, solicitando automáticamente un recuento, aunque no presentó una queja formal hasta el 4 de enero de 2000. La RENAMO alegó que la compilación computarizada de los resultados en los centros provinciales era fraudulenta y que cientos de registros de mesas de votación individuales fueron ignorados tanto en las elecciones presidenciales como en las parlamentarias. Si bien el punto crucial de las acusaciones de la RENAMO fue el cargo de la compilación fraudulenta de los once resultados provinciales que formaban la base de la representación en el parlamento, la alianza opositora también alegó que a sus miembros se les negó el acceso completo a los centros de computación provinciales encargados de contar y transmitir los resultados a Maputo. La Corte Suprema dictaminó que los resultados computarizados podrían conciliarse adecuadamente con los registros, y que si bien hubo errores en algunos de estos, no eran lo suficientemente marcados como para modificar los resultados finales en modo significativo.
Después de perder la batalla legal, la RENAMO amenazó con boicotear la sesión de inauguración del Parlamento. Sin embargo, el Consejo Nacional del partido tomó la decisión de que sus parlamentarios deberían asistir a la sesión de inauguración. Solo tres de los parlamentarios electos de la RENAMO estuvieron ausentes en la sesión de juramento. La RENAMO también amenazó con instalar gobiernos paralelos en las provincias donde ganó la mayoría de los escaños parlamentarios, a saber, Manica, Nampula, Sofala, Tete y Zambezia, a no ser que Chissano, en calidad de presidente de la República, designara gobernadores a candidatos escogidos por la RENAMO, solicitud que fue rechazada de plano por el FRELIMO. A pesar de la atmósfera tensa, el 14 de enero de 2000, los miembros del Parlamento fueron inaugurados en una sesión convocada por el presidente de la República según lo estipulado en la Constitución de Mozambique. Durante esta sesión, Joachim Mulembwe, fue reelegido como presidente de la Asamblea de la República.